# ジョージ・マサ

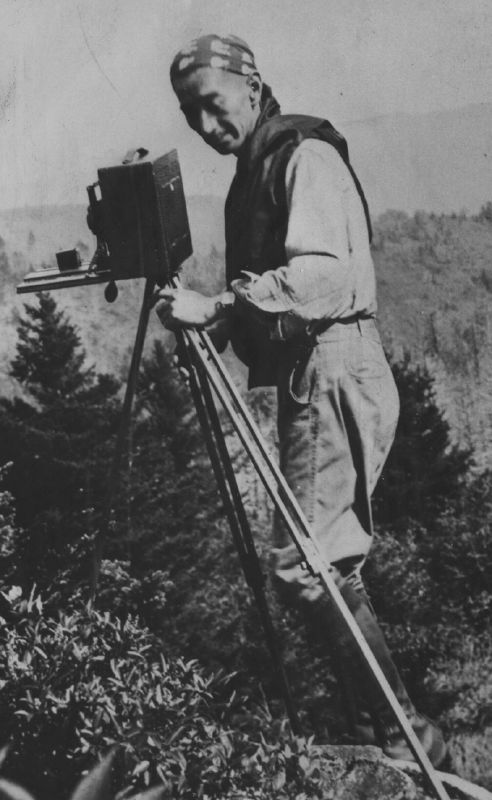
ジョージ・マサ

ジョージ・マサ (George Masa として知られた飯塚正治（本名：遠藤章二）、1881年 - 1933年6月21日）は、日本で生まれアメリカで活躍した実業家。大判カメラ写真家、山岳写真家。グレートスモーキー山脈の国立公園指定に尽力したことで知られる。東京都出身。
幼少期に静岡市の弁護士遠藤靖の養子となった。1903年（明治36年）、静岡県立静岡中学校卒業。静岡中学在学中は、明治35年に校内で作られた親睦グループ両道倶楽部で活動した。倶楽部内で野球の腕を上げると野球部に入部するなど、両道倶楽部は静中野球部の選手育成の苗圃の役割も果たしていた。渡米後は西海岸で、野球チーム「ミカド」に所属し、日系人野球の黎明期に活躍。東海岸移住後は、写真家として精力的に活動した。

## 新天地アメリカでの経歴
遠藤は何らかの理由から米国で「飯塚正治」を名乗り、1915年以降は、ノースカロライナ州アシュビルに定住し、晩年の18年を当地で過ごした。
地元のホテルであるグローブ・パーク・インで、ベルボーイや雑用係をした後、マサは1919年2月からは写真家として活動をはじめた。やがて今日まで存続しているプラトー・スタジオ (Plateau Studio) を創業したが、後にこれを手放した。彼の写真館の顧客の中には、ヴァンダービルト家や、グローブ家、シーリー家など、町の名家の人々も含まれていた。

## グレート・スモーキー山脈
やがてマサは、ノースカロライナ州西部の山岳地帯を愛好するようになり、この地域の保全活動に、手弁当で熱心に取り組むようになった。自身の写真撮影機材や、古い自転車部品から自作したオドメーター（走行距離計）を駆使して、相当数の山峰を詳しく記述して整理し、山峰間の距離や、地元の住民やチェロキー族が名付けた山峰の名称を書き残した。登山道の設定にも携わった。マサは、ホーラス・ケパートの友人であり、ふたりは協力して、グレート・スモーキー山脈に国立公園としてグレート・スモーキー山脈国立公園が設定されることを目指す運動を起こした。マサは、アパラチアン・トレイルのノースカロライナ州にかかる一帯をくまなく歩き回って足跡を残した 。

## 死と遺されたもの
マサは、1933年にインフルエンザで死亡した。マサは生前、ノースカロライナ州ブライソン・シティにある畏友ケファートの墓の隣に葬られることを強く望んでいたが、それは果たされず、アシュビルのリバーサイド墓地（Riverside Cemetery：モントフォード・エリア歴史地区の一部）に葬られた。死去時には現地アシュビル市で市葬が営まれた。
マサの死から1年後に、グレート・スモーキー山脈国立公園が正式に開設された。写真集に載ったジョージ・マサ名義の作品が当時の大統領らの目に留まり、同山脈の国立公園指定につながったと伝わる。
1961年、グレート・スモーキー山脈国立公園内に位置する標高5,685 ft 0 in (1,732.79 m)の山峰が「マサ・ノブ (Masa Knob)」と命名されたが、これはマサを讃えた献名であった。この山峰は、ケファート山の近傍に位置している。

## ドキュメンタリー
マサの生涯は、没後60年以上を経て制作されたドキュメンタリー映画によって、再び関心を呼ぶことになった。2003年には、ボーンステッド・フィルム (Bonesteel Films) によって制作された、ジョージ・マサについての90分のドキュメンタリーが発表された。さらに、ケン・バーンズが手がけたドキュメンタリー・シリーズ『The National Parks: America's Best Idea』の中で、 1920年から1933年までの期間を取り上げた第4話においてジョージ・マサが取り上げられ、2009年9月30日に初放映された。